# Мулюков, Рустем Миннирауфович
 Мулюков, Рустем Миннирауфович  (род. 16 июля 1971 года) — танцовщик Государственного академического ансамбля народного танца имени Ф. Гаскарова. Народный (2008) и заслуженный (2001) артист Республики Башкортостан.

## Биография
Мулюков Рустем Миннирауфович 16 июля 1971 года в городе Уфе Башкирской АССР.
Окончив среднюю школу № 88 в Уфе, два года работал слесарем-сборщиком аппаратуры на Уфимском приборостроительном заводе имени Ленина.
С 1992 по 1994 годы — артист балета фольклорного ансамбля «Мирас», затем три года работал в службе безопасности фирмы «Чара» АО Ново-Уфимского нефтеперерабатывающего завода, в охранном предприятии «Страж».
С 1997 года работает артистом Государственного академического ансамбля народного танца имени Ф. Гаскарова Республики Башкортостан.

## Награды и звания
- Народный артист Республики Башкортостан (2008)
- Заслуженный артист Республики Башкортостан (2001)